# 許達然
許達然（1940年9月25日—），原名許文雄，臺灣史學家、作家。

## 生平
他在台灣台南市出生，是家中長子。父許筱華（1920年－1990年），母何富（1921年－2014年）共育有4子（文雄、安然、國賓）2女（照子、麗美），其中許安然已歿（1946年-2012年），許國賓曾任台南市選舉委員會委員（2007年8月7日3年期滿卸任）。
許達然小學時就讀臺南市進學國民學校（現臺南市中西區進學國民小學），深受鄧正宗老師的關懷照顧和言教身教影響。初中就讀臺灣省立臺南第一中學初中部，高中則是臺南市長榮中學高中部。之後考取東海大學（在台灣台中市）歷史系，師從王德昭、楊紹震、藍文徵、黎烈文等。畢業後服預備軍官役，並曾在退伍後返回東海大學擔任助理教職。
他在申請到獎學金之後赴美進修，陸續得到哈佛大學歷史學碩士、芝加哥大學歷史學博士學位，期間並在英國牛津大學做博士後研究。1969年起，許在美國西北大學任教，1983年又得到美國國務院傅爾布萊特計畫的獎學金資助。他目前已從美國西北大学 (美国伊利诺州)退休，該校授予他名譽教授（榮休教授；Professor Emeritus）榮銜。2005年11月10日，他回到台灣的母校東海大學擔任駐校專家，2006年起出任特聘常任講座教授，2010年10月16日起以講座教授兼代理歷史學系主任直到2011年中。台灣社會史和台灣文學史是他近年的研究方向。
許已婚，與鄭夙娟女士（同為東海大學歷史系畢）育有2子（家格 Jack、達明 David）。
高中時期，許因為閱讀貝多芬傳記，受其秉持不屈的意志激勵，寫下以貝多芬為題材的散文，得到當時的徵文比賽第一名，是為他寫作的開端。東海大學就學時期，許就與臺灣左翼作家楊逵相過從，與其他作家如鍾肇政、葉石濤、葉笛、林瑞明、鄭清文、陳映真、南方朔等也頗有交情，並長期擔任臺灣文學刊物《聯合文學》的編輯委員（1984年起）。1989年他主編《台灣當代散文精選（1945－1988）》2卷本。

## 專長

### 學術
許的專長是台灣歷史，特別是社會史、文化史、文學史以及清領時期歷史。其他專長還有歷史社會學、中國社會史、19世紀和20世紀歐洲社會和思想史、西方史學理論、文學社會學、當代文化理論等。他的學術著作以中、英文發表，部分尚有中文、日文譯本。
他有4部用漢語撰寫的學術專書：《二十世紀台灣短篇小說史論》、《十八和十九世紀台灣社會史論》、《台灣人民起事和歷史發展，1683－1894》、《漢族族群械鬥和台灣社會，1683－1894》預計要在台出版。

### 寫作
許同時是以漢語寫作的現代文學作家和詩人，他的作品能體現中國文字的藝術性。他並認為文學是社會事業，身為作家則應該提供真誠的觀察見證與批判。他作品的主題有許多是關於文明的省思，以及對鄉土的關懷。
他的創作主要在現代詩和散文，共出版18本文集和2本詩集，部分作品翻譯成英文、法文、德文、日文、韓文等多國語言出版。他的第1本散文集是《含淚的微笑》，也是他的成名作。他另輯有《土》、《吐》、《遠方》、《水邊》、《人行道》、《同情的理解》、《懷念的風景》等書。

### 語學素養
許生在日治台灣，終戰時4歲，沒有上日制學校，父母稍具文化素養（爸爸日制公學校6年卒業，媽媽日制公學校4年修業）。他的母語是台語。
從小接受戰后國民政府國民教育，中學時勤學漢語和英語，他曾向莊紫蓉回憶：「假期時早上5、6點，我經常騎著腳踏車到台南市的忠烈祠，看看英文書，背背英文。」（當時忠烈祠在台南市中西區，原址現在是1座大型地下停車場）大學加強英語的同時，跟黎烈文教授學法語，暑假到台北市補習德語，到美國又學了日本語（在哈佛大學開始學）和滿文。許能閱讀漢、英、法、德、日、滿文，但最善台語、漢語、英語。

## 獲獎殊榮
- 金筆獎
- 吳濁流文學獎
- 府城文學獎

## 外部連結
- 東海大學許文雄講座教授網頁（含完整著作目錄） （页面存档备份，存于）
- 國家圖書館-當代文學史料系統[永久]